# Amerikanisch-samoanische Beachhandball-Nationalmannschaft der Frauen
Die amerikanisch-samoanische Beachhandball-Nationalmannschaft der Frauen repräsentiert die American Samoa Handball Association (ASHA) als Auswahlmannschaft auf internationaler Ebene bei Länderspielen im Beachhandball gegen Mannschaften anderer nationaler Verbände.
Als Unterbau fungiert die Juniorinnen-Nationalmannschaft, das männliche Pendant ist die Amerikanisch-samoanische Beachhandball-Nationalmannschaft der Männer.

## Geschichte
Nachdem der Verband im September 2014 gegründet und im August 2015 in die Internationale Handballföderation (IHF) aufgenommen worden war, vertrat er zunächst nur den klassischen Hallenhandball. Erst ab 2016 wurde auch Beachhandball betrieben und wurde binnen kurzer Zeit zum eigentlichen Standbein und Aushängeschild des Verbandes. Nachdem 2017 zunächst die Junioren-Nationalmannschaft Wettkämpfe bestritten hatte, nahm das Team bei den Beachhandball-Ozeanienmeisterschaften 2018 in Glenelg, Adelaide, Australien, erstmals an einer kontinentalen A-Meisterschaft teil. Dabei rekrutierte sich die Mannschaft nahezu vollständig aus den Spielerinnen der Juniorinnen-Nationalmannschaft. Trotz der fehlenden Erfahrung konnte die Mannschaft die höher eingeschätzte Mannschaft aus Neuseeland schlagen, unterlag aber zweimal der Nationalmannschaft Australiens und wurde kontinentale Vizemeister. Den Erfolg konnte die Mannschaft ein Jahr später an selber Stelle, aber nun gegen vier statt nur zwei Konkurrenzmannschaften, wiederholen.
Aufgrund der abgeschiedenen Lage Amerikanisch-Samoas, der vergleichsweisen Unerfahrenheit aufgrund eines fehlenden Wettkampfsystems in der Heimat seines Kaders und der geringen Mittel des nationalen Verbandes nimmt die Nationalmannschaft vergleichsweise selten an internationalen Wettbewerben teil. Bislang gab es nur die beiden Teilnahmen an den Beachhandball-Ozeanienmeisterschaften und damit neun A-Länderspiele.
Die U-17-Mannschaft, die sich letztlich aus demselben Spielerinnen-Reservoir speiste, trat auf einem Zwischenstopp bei der Anreise zu den Olympischen Jugendspielen 2018 beim Boston Beach handball Championships 2018 an, einem Turnier für Seniorenturnier, wo sie allerdings nicht gegen andere Nationalmannschaften, sondern Vereinsmannschaften antraten und den Titel gewannen.

## Ozeanienmeisterschaften
Seit ihrem Bestehen nahm die Mannschaft an zwei Ozeanienmeisterschaften teil und gewann jeweils die Silbermedaille.
| Jahr | Gastgeberland | Teilnahme bis… | Gegner     | Ergebnis | Bemerkungen und Besonderheiten                               |
| ---- | ------------- | -------------- | ---------- | -------- | ------------------------------------------------------------ |
| 2018 | Australien    | Finale         | Australien | 2. Platz |                                                              |
| 2019 | Australien    | Finale         | Australien | 2. Platz | Lynette Liu wurde zur besten Spielerin des Turniers gewählt. |

## Länderspiele
Aufgelistet sind die letzten Spiele seit einschließlich 2019.

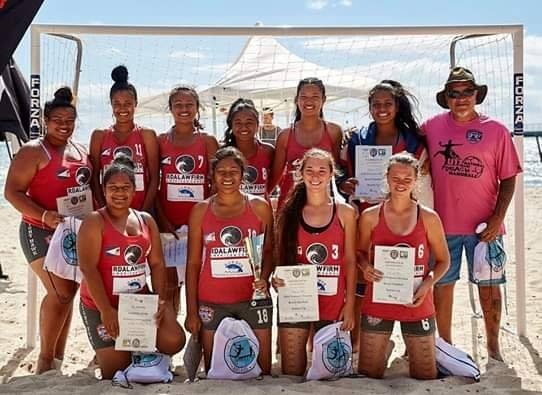
Die Mannschaft bei den Ozeanienmeisterschaften 2018

| Datum         | Ergebnis         | Gegner     |   | Spielort | Anlass                                    | Bemerkungen                                                           |
| ------------- | ---------------- | ---------- | - | -------- | ----------------------------------------- | --------------------------------------------------------------------- |
| 21. Feb. 2019 | 2:0 (43-21)      | Cookinseln | N | Glenelg  | Ozeanienmeisterschaften 2019              | Debüt von Lynette Liu, Dianne Loe, Roselyn Faleao und Elzabad Elisara |
| 21. Feb. 2019 | 2:0 (33-18)      | Neuseeland | N | Glenelg  | Ozeanienmeisterschaften 2019              |                                                                       |
| 22. Feb. 2019 | 0:2 (22-29)      | Australien | A | Glenelg  | Ozeanienmeisterschaften 2019              |                                                                       |
| 23. Feb. 2019 | 2:0 (46-15)      | Kiribati   | N | Glenelg  | Ozeanienmeisterschaften 2019              |                                                                       |
| 23. Feb. 2019 | 2:1 (19-24)      | Neuseeland | N | Glenelg  | Ozeanienmeisterschaften 2019 – Halbfinale |                                                                       |
| 24. Feb. 2019 | 0:2 (11-7, 22-8) | Australien | A | Glenelg  | Ozeanienmeisterschaften 2019 – Finale     |                                                                       |

## Meiste Einsätze

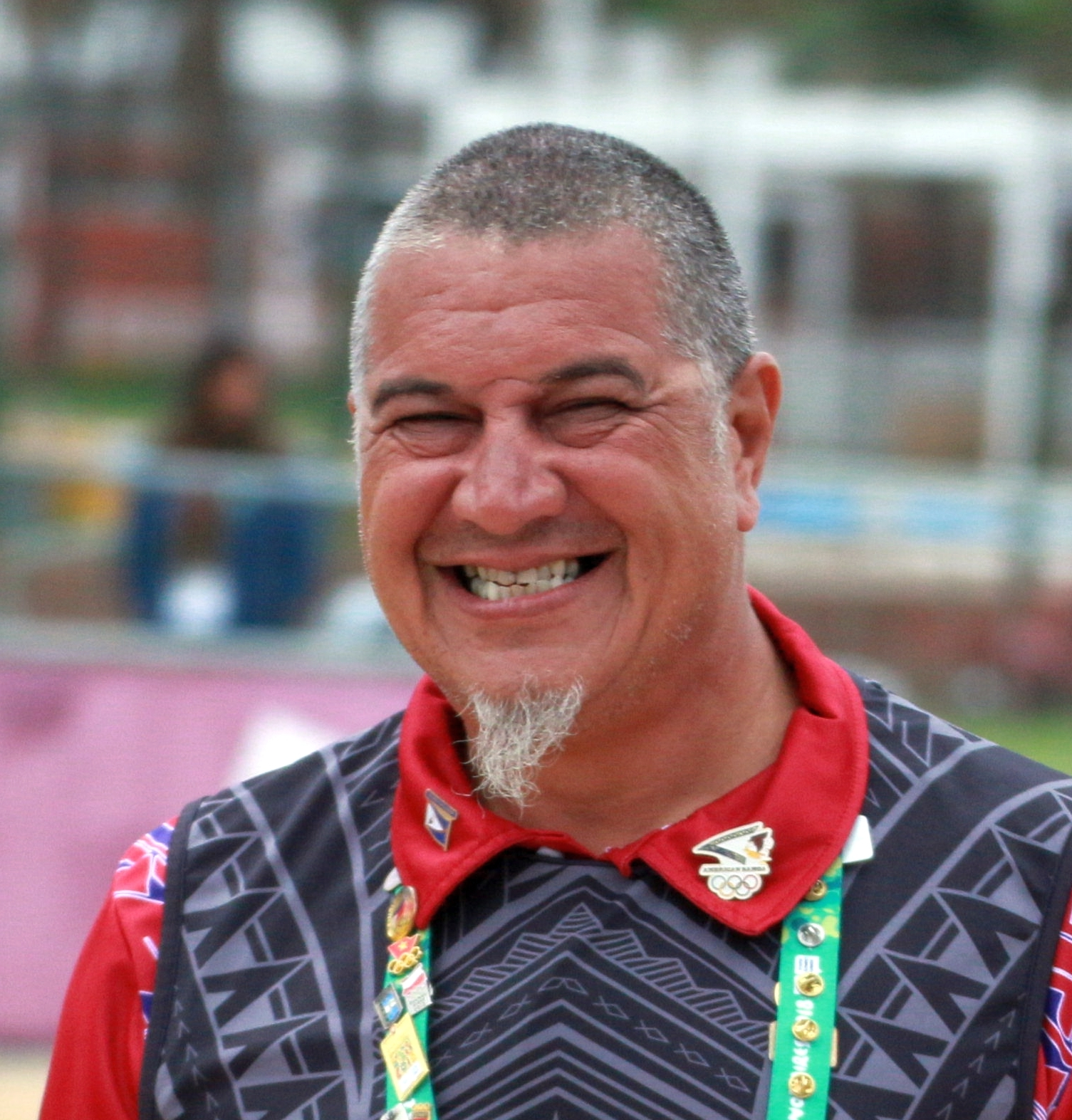
Carl Floor bei den Olympischen Jugendspielen 2018

| Rang | Name                   | Spiele | Tore | Tore/Spiel | Erstes Spiel  | Letztes Spiel | Erfolge                                   |
| ---- | ---------------------- | ------ | ---- | ---------- | ------------- | ------------- | ----------------------------------------- |
| 01   | Naomi A'asa            | 9      |      |            | 22. Feb. 2018 | noch aktiv    | Vize-Ozeanienmeisterin 2018, 2019         |
| 01   | Danielle Floor         | 9      |      |            | 22. Feb. 2018 | noch aktiv    | Vize-Ozeanienmeisterin 2018, 2019         |
| 01   | Stephanie Floor        | 9      |      |            | 22. Feb. 2018 | noch aktiv    | Vize-Ozeanienmeisterin 2018, 2019         |
| 01   | Jasmine Liu            | 9      |      |            | 22. Feb. 2018 | noch aktiv    | Vize-Ozeanienmeisterin 2018, 2019         |
| 05   | Elzabad Elisara        | 6      |      |            | 21. Feb. 2019 | 24. Feb. 2019 | Vize-Ozeanienmeisterin 2019               |
| 05   | Roselyn Faleao         | 6      |      |            | 21. Feb. 2019 | 24. Feb. 2019 | Vize-Ozeanienmeisterin 2019               |
| 05   | Lynette Liu            | 6      |      |            | 21. Feb. 2019 | noch aktiv    | Vize-Ozeanienmeisterin 2019, MVP OZM 2019 |
| 05   | Dianne Loe             | 6      |      |            | 21. Feb. 2019 | 24. Feb. 2019 | Vize-Ozeanienmeisterin 2019               |
| 05   | Philomena Tofaeono     | 6      |      |            | 21. Feb. 2019 | 24. Feb. 2019 | Vize-Ozeanienmeisterin 2019               |
| 010  | Moni Ikuvalu           | 3      |      |            | 22. Feb. 2018 | 24. Feb. 2019 | Vize-Ozeanienmeisterin 2018               |
| 010  | Imeleta Mata'utia      | 3      |      |            | 22. Feb. 2018 | noch aktiv    | Vize-Ozeanienmeisterin 2018               |
| 010  | Frances Nautu          | 3      |      |            | 22. Feb. 2018 | 24. Feb. 2019 | Vize-Ozeanienmeisterin 2018               |
| 010  | Salatupemasina Toilolo | 3      |      |            | 22. Feb. 2018 | 24. Feb. 2019 | Vize-Ozeanienmeisterin 2018               |

(Stand: 6. September 2020)

## Nationaltrainer
- seit 2016: Carl Sagapolutele Floor

## Trikots, Ausrüster und Sponsoren
Alle Mannschaften des Verbandes werden je nach Erfordernissen durch örtliche Unternehmen unterstützt, größere Beträge kamen etwa durch die regionale Niederlassung von McDonald’s. Zudem werden zur Unterstützung Spenden gesammelt.
Bei den Trikots hat sich bislang noch kein Standard etabliert, 2018 spielte das Team in roten Shirts und grauen Shorts, 2019 in grauen beziehungsweise schwarzen Tops und schwarzen Shorts. Andere Altersklassen treten in noch anderen Kombinationen an, etwa in einer blau/rot-Kombination bei den Olympischen Jugendspielen 2018.

## Einzelbelege
1. ↑  IHF 2013–2017 President's Report (pdf, englisch)
2. ↑  Spiel auf Youtube
3. ↑  Great success for the first edition of the BTH Beach Handball Tournament! – Boston Team Handball. Abgerufen am 27. August 2020 (amerikanisches Englisch).
4. ↑  Biggest ever Australian Beach Handball Open Club Championship a success. In: Handball Australia. 28. Februar 2018, abgerufen am 27. August 2020 (amerikanisches Englisch). – The Roon Ba. Archiviert vom Original am 10. Februar 2020; abgerufen am 6. September 2020.
5. ↑  Beach Handball – Oceania Qualifiers & Aust Champs – 2019. Abgerufen am 27. August 2020. – Handball championships underway in Australia — American Samoa teams are there. Abgerufen am 6. September 2020. – Handballers win bronze. Abgerufen am 6. September 2020 (britisches Englisch).
6. ↑  Territory's handball teams make good showing in Australia tournaments. 24. Februar 2019, abgerufen am 6. September 2020 (englisch).